# جنجال گیمرگیت
جنجال گیمرگیت (انگلیسی: Gamergate controversy) یک کمپین اینترنتی بر علیه آزار و اذیت های جنسی در خلال بازی‌های آنلاین ویدئویی بود که در آگوست ۲۰۱۴ با هشتگ #GamerGate آغاز شد.